# Spårvagnsproblemet

Ska du dra i spaken och därigenom styra över den skenande spårvagnen till ett sidospår?

Spårvagnsproblemet (på engelska "the trolley problem") är ett tankeexperiment i etik. Tankeexperimentet i sin generella form går ut på följande:
En skenande spårvagn rusar fram på ett spårvagnsspår. En bit längre fram ligger fem personer fastbundna på spåren, oförmögna att flytta på sig och spårvagnen rusar mot dem. Du står en bit därifrån på spårområdet, bredvid en spak som styr en järnvägsväxel. Om du drar i spaken kommer spårvagnen att växlas över till ett sidospår. Emellertid noterar du att det ligger en ensam person fastbunden på detta spår, också oförmögen att röra sig. Du har två alternativ:
1. Gör ingenting, och spårvagnen kommer att döda de fem personerna på huvudspåret
2. Dra i spaken så spårvagnen växlas över till det andra spåret, och därigenom döda den ensamma personen

Du står inför ett moraliskt dilemma. Vilket är det mest etiska valet?
Experimentet formulerades av den brittiska filosofiprofessorn Philippa Foot i en essä 1967, men tidigare varianter finns. Foot undersökte det moralfilosofiska i intentionella handlingar och handlingars oönskade effekter. Experimentet har också byggts vidare i olika former.
Dilemmat har på senare tid förekommit när det talas om hur självkörande bilar ska programmeras. Ska bilen programmeras att i första hand skydda bilens passagerare eller människor i bilens omgivning? Om ett beslut måste fattas mellan en gammal och yngre, eller frisk respektive gravt handikappad person, ska bilen bedöma dem lika eller undvika träffa den med (förment) högst förväntad livslängd, etc.